# Mouvaux
 (septembre 2015).
Si vous disposez d'ouvrages ou d'articles de référence ou si vous connaissez des sites web de qualité traitant du thème abordé ici, merci de compléter l'article en donnant les références utiles à sa vérifiabilité et en les liant à la section « Notes et références ».
Mouvaux est une commune française située dans le département du Nord, en région Hauts-de-France.
Commune de 13 020 habitants, Mouvaux fait partie de la Métropole européenne de Lille, qui compte 1 174 273 habitants.
Mouvaux et ses environs appartiennent à la région historique de la Flandre romane, appartenant elle-même à la province historique de la Flandre française, ancien territoire du comté de Flandre, ne faisant pas partie de l'aire linguistique du flamand occidental. Géographiquement, la ville est située dans le pays du Ferrain.

## Géographie
Mouvaux est une ville du Nord, situé sur l'axe Lille / Tourcoing (sur la RN 350 à 5 km au nord-est de Lille).
Sa superficie est de 417 hectares et son altitude est de 53 mètres.
Elle est traversée par un ruisseau souterrain, l'Espierre qui devient à la suite canal affluent de l'Escaut.
Mouvaux a quatre villes « voisines » directes : Tourcoing au nord et à l'est ; Bondues au nord-ouest, Marcq-en-Barœul au sud-ouest et enfin Wasquehal au s.
|                 |           | Tourcoing |
| Bondues         | Mouvaux   |           |
| Marcq-en-Barœul | Wasquehal |           |

### Hydrographie
La commune est située dans le bassin Artois-Picardie. Elle n'est drainée par aucun cours d'eau,.

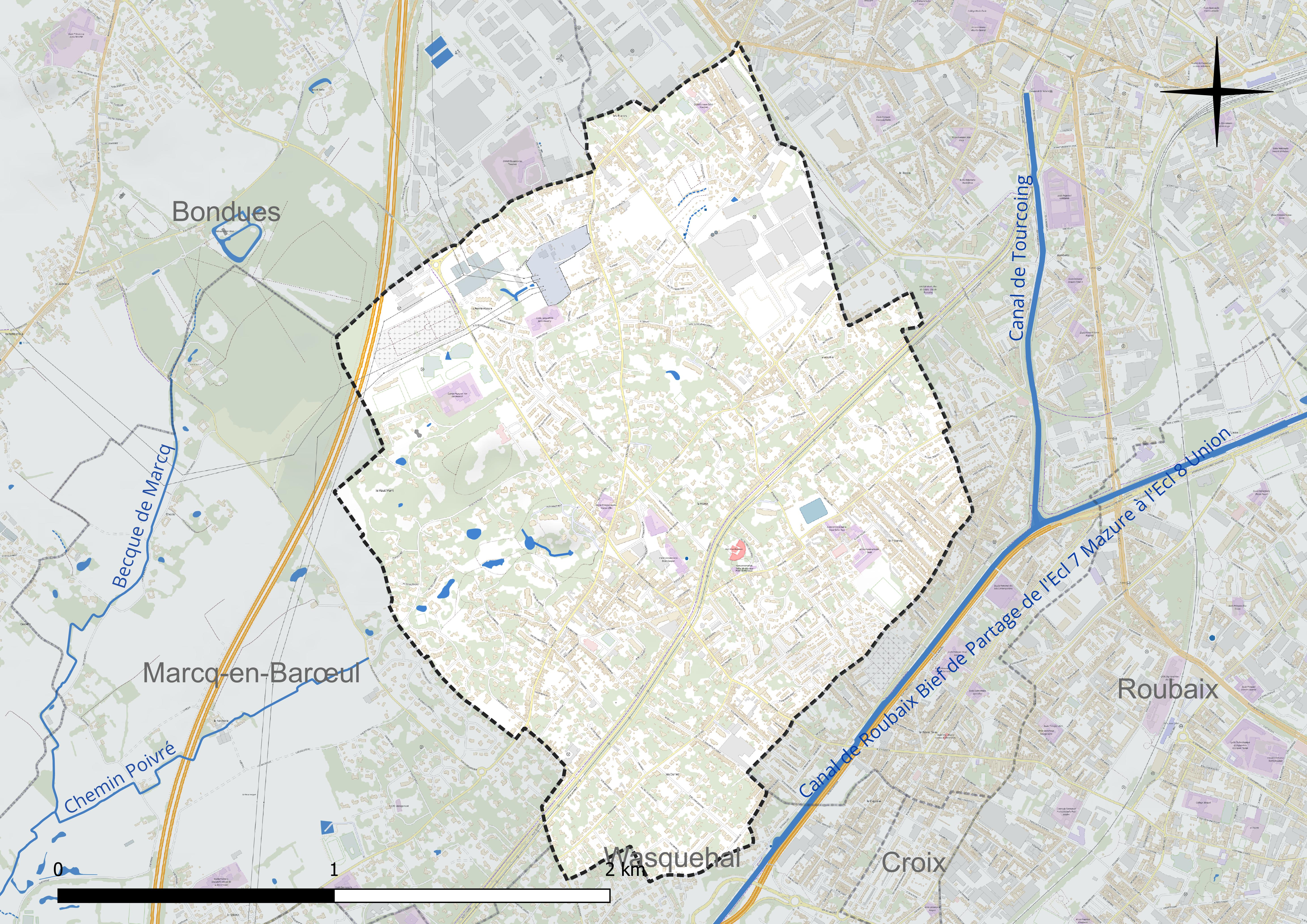
Réseau hydrographique de Mouvaux.

### Climat
Pour des articles plus généraux, voir Climat des Hauts-de-France et Climat du Nord.
En 2010, le climat de la commune est de type climat océanique dégradé des plaines du Centre et du Nord, selon une étude du CNRS s'appuyant sur une série de données couvrant la période 1971-2000. En 2020, Météo-France publie une typologie des climats de la France métropolitaine dans laquelle la commune est exposée à un climat océanique et est dans la région climatique Nord-est du bassin Parisien, caractérisée par un ensoleillement médiocre, une pluviométrie moyenne régulièrement répartie au cours de l'année et un hiver froid (3 °C).
Pour la période 1971-2000, la température annuelle moyenne est de 10,6 °C, avec une amplitude thermique annuelle de 14,3 °C. Le cumul annuel moyen de précipitations est de 701 mm, avec 12,4 jours de précipitations en janvier et 9,1 jours en juillet. Pour la période 1991-2020, la température moyenne annuelle observée sur la station météorologique la plus proche, située sur la commune de Lesquin à 13 km à vol d'oiseau, est de 11,3 °C et le cumul annuel moyen de précipitations est de 740,0 mm,. Pour l'avenir, les paramètres climatiques de la commune estimés pour 2050 selon différents scénarios d'émission de gaz à effet de serre sont consultables sur un site dédié publié par Météo-France en novembre 2022.

## Urbanisme

### Typologie
Au 1er janvier 2024, Mouvaux est catégorisée grand centre urbain, selon la nouvelle grille communale de densité à sept niveaux définie par l'Insee en 2022.
Elle appartient à l'unité urbaine de Lille (partie française), une agglomération internationale regroupant 60  communes, dont elle est une commune de la banlieue,,. Par ailleurs la commune fait partie de l'aire d'attraction de Lille (partie française), dont elle est une commune du pôle principal,. Cette aire, qui regroupe 201 communes, est catégorisée dans les aires de 700 000 habitants ou plus (hors Paris),.

### Occupation des sols
L'occupation des sols de la commune, telle qu'elle ressort de la base de données européenne d'occupation biophysique des sols Corine Land Cover (CLC), est marquée par l'importance des territoires artificialisés (99,6 % en 2018), en augmentation par rapport à 1990 (97,4 %). La répartition détaillée en 2018 est la suivante :
zones urbanisées (78,1 %), zones industrielles ou commerciales et réseaux de communication (20,6 %), espaces verts artificialisés, non agricoles (0,9 %), terres arables (0,4 %). L'évolution de l'occupation des sols de la commune et de ses infrastructures peut être observée sur les différentes représentations cartographiques du territoire : la carte de Cassini (XVIIIe siècle), la carte d'état-major (1820-1866) et les cartes ou photos aériennes de l'IGN pour la période actuelle (1950 à aujourd'hui).

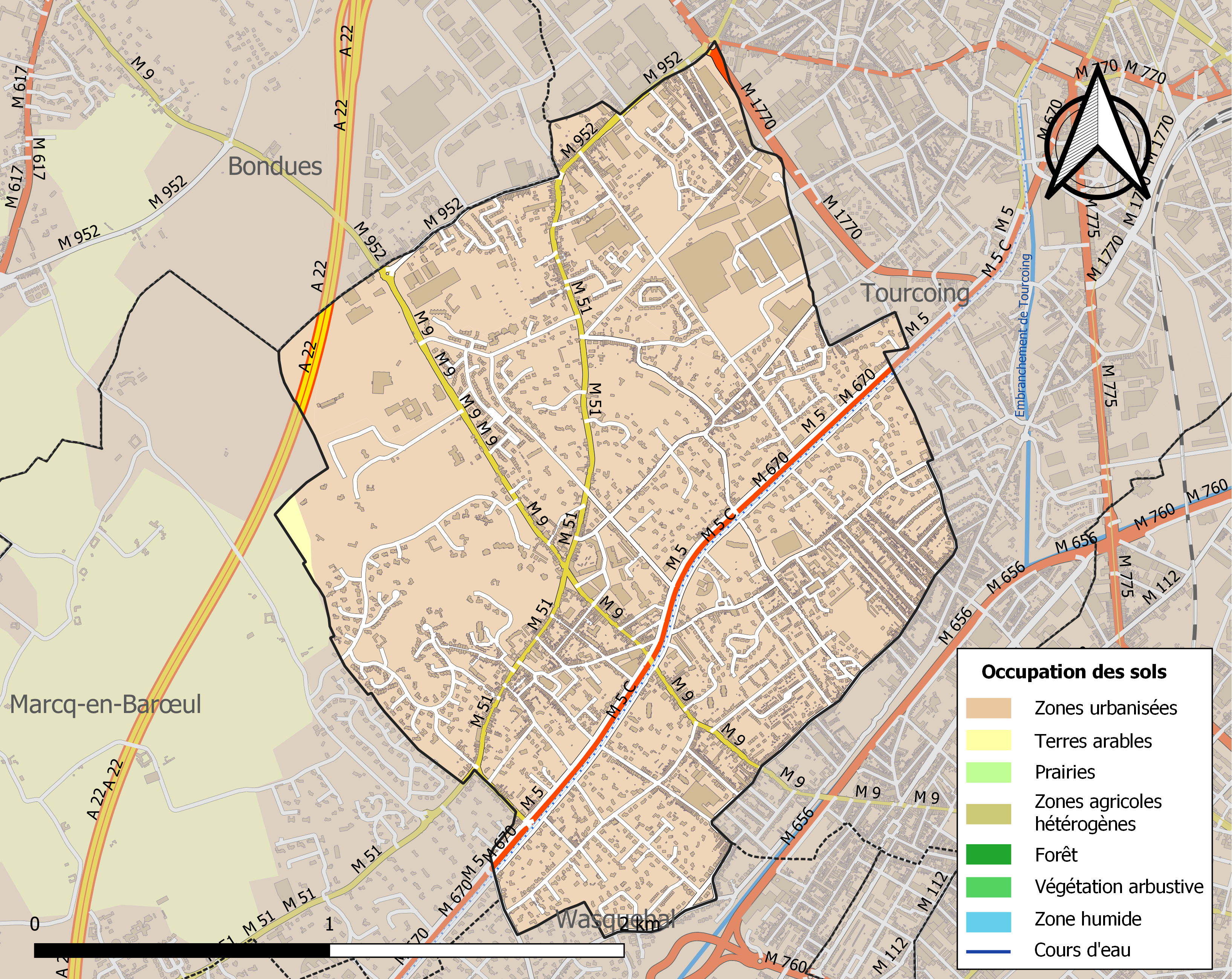
Carte des infrastructures et de l'occupation des sols de la commune en 2018 (CLC).

### Morphologie et développements urbains
La municipalité réalise une politique ambitieuse. Le projet de réaménagement du centre-ville ancre Mouvaux dans le XXIe siècle.
Ce Cœur de ville a été l'objet d'une refonte totale et représente l'un des plus beaux chantiers d'aménagement urbain au nord de Paris, sur une surface de 40 000 m2 pour un montant d'environ 100 millions d'euros d'investissements, à la fois publics et privés. L'opération réalisée sous la forme de Zone d'Aménagement Concertée associe Lille Communauté Urbaine et un aménageur afin d'apporter une réponse complète aux besoins qui s'expriment sur la commune en termes d'habitat, de commerces de proximité et d'équipements publics performants. Ce projet se caractérise ainsi par la réalisation de nouveaux espaces publics (place, mail de promenade piéton-cyclistes, aire de jeux pour enfants) et de nouveaux équipements publics structurants (bibliothèque, espace culturel/théâtre/jeunesse, espace multisports) ainsi que 210 logements et 25 commerces ou professions libérales.
Détail des équipements :
- un espace petite enfance, multi-accueil collectif : le Centre Petite Enfance Noëlle-Dewavrin (2008) ;
- l'espace Jean-Richmond (ancien maire de 1971 à 1995), espace multisports HQE à vocation nationale composé de :
  - un plateau d'évolution sportive de 1 146 m2,
  - un plateau d'évolution polyvalent de 300 m2,
  - un plateau d'expression corporel de 370 m2,
  - une tribune de 499 places,
  - des vestiaires, local antidopage, salle vidéo, le tout sur une surface totale de 4 000 m2, intégrée dans un terrain de 3 600 m2 dont 1 000 m2 de jardin. L'espace multisports a accueilli les championnats de France de roller artistique en juillet 2015. Il est aussi, depuis 2013, le dojo le temps d'un week-end, de l'Eurométropole Masters Print SA (judo vétéran) ;
- une bibliothèque ludothèque au rez-de-chaussée d'un immeuble résidentiel de haut standing, soit 350 m2 de surface visible à travers de larges baies vitrées ouvrant sur la place du cœur de ville (2014) ;
- L'étoile - Scène de Mouvaux, dernier équipement structurant complète cet ensemble :

Ce lieu de création, de production, de diffusion et de formation artistiques et culturelles a été inauguré en septembre 2017.
L'étoile – Scène de Mouvaux s'élève sur 3 niveaux.
Au rez-de-chaussée, un vaste espace / billetterie / bar de 240 m2, avec deux grandes entrées principales, pour l'accueil du public précède la salle de spectacle de 500 m2 composée d'une scène modulable avec partie fixe et gradins rétractables donnant la possibilité d'assister à des spectacles debout ou assis (496 places assises). L'accueil dessert aussi le Théâtre de poche, salle de répétition polyvalente qui peut servir à la fois d'espace de projection, d'exposition, mais aussi de spectacle pour une centaine de personnes… Le rez-de-chaussée abrite aussi l'école municipale Mode et Couture.
Au premier étage est situé l'Espace Jeunes, centre de ressources et espace de loisirs destiné à la jeunesse, mais aussi une salle de réunion et de rencontre, les loges et le foyer des artistes.
Au deuxième et dernier étage une salle consacrée aux arts plastiques côtoie deux salles de répétition de musiques actuelles insonorisées disposant d'un studio d'enregistrement. Y est aussi logée l'administration.
Cet équipement structurant, très complet en matière de diffusion des arts mais aussi pour en permettre la pratique dans des conditions optimales, enrichit avantageusement l'offre en matière d'équipement culturel de la Métropole lilloise.

### Logement
La commune mène une politique de diversification de l'habitat. Mouvaux s'est ainsi engagée ces dernières années dans une politique de l'habitat forte en matière de mixité urbaine avec la construction de petits ensembles collectifs et semi collectifs et la création de logements locatifs aidés. La ville reste majoritairement une ville de propriétaires à près de 75 % où dominent les maisons individuelles (83 %).

### Voies de communication et transports
Mouvaux est traversée par le Grand Boulevard.
La commune est traversée par la ligne T du tramway du Grand Boulevard reliant Lille à Tourcoing.
La commune est desservie, en 2023, par les lignes 33, 89, 904, 905, 906 et 978 du réseau Ilévia.

## Toponymie
Le nom de la localité est attesté sous la forme Mouvaulx en 1167 (Évêché de Tournai)[réf. nécessaire]; Munuaus en 1171 (copie vers 1175); Monuaus en 1190 (copie vers 1191).
Il s'agit d'une formation toponymique médiévale en -vaux, pluriel de val « vallon, val, vallée » précédé d'un élément obscur. Albert Dauzat qui ne connaît pas de forme ancienne, rapproche ce nom de lieu de Moval (Territoire de Belfort, Moval 1342, Movaulx 1615) dont il explique le premier élément Mo- par le nom de personne germanique Modo sans grande conviction.
Le nom de Mouvaux est Mouvouw en flamand.

## Histoire

### Origines
L'histoire de Mouvaux commence au XIIe siècle. En 1167, le nom de Mouvaux (Mouvaulx) figure pour la première fois dans des archives : celles de l'Evêché de Tournai. Elles nous apprennent que les chanoines du chapitre cathédrale ont un « fief » ici, ce que confirme une nouvelle mention datée de 1190. Mouvaux est donc déjà une agglomération constituée intégrée dans le système féodal.

### Moyen Âge
En 1242, Mouvaux est devenu une paroisse. Son nom figure dans la liste des 12 décanats que fit établir pour notre région Walter de Marvis, Évêque de Tournai. C'est cette paroisse qui constitue le premier territoire du « fief » de Mouvaux. Ce fief est administré par un bailli et sept échevins. Ils représentent à la fois la communauté des habitants et le seigneur local. Pour ce dernier, ils exercent les droits de haute, moyenne et basse justice (de la simple amende jusqu'à la peine de mort).
Les premiers seigneurs de la terre féodale de Mouvaux sont issus d'une riche famille bourgeoise de Lille, celles des Liniés, ou Le Neveu.
Un certain Jacques Le Neveu, seigneur de Mouvaux, est connu pour avoir été choisi comme « Sire de Joie et Noble Roi de l'Epinette ». En cette qualité, il lui incombait d'organiser à ses frais de grands jeux de chevalerie comportant bals, banquets, joutes et tournois, entre le dimanche Gras et la Mi-carême. Nobles et bourgeois y prenaient part. Par ce titre, le Sire de Mouvaux comptait parmi les premiers de la noblesse du siècle de Saint Louis.
En 1312, le fief de Mouvaux passe aux mains d'un autre grand bourgeois de Lille : Gilles de Tenremonde. En 1315 se déroula sur le territoire de la commune une bataille opposant le roi de France Louis X dit « le Hutin » (fils de Philippe IV le Bel) à Robert de Béthune. Le combat, commencé à Roncq, s'acheva au lieu-dit le Hautmont. Aujourd'hui, le champ de bataille a laissé place à un centre spirituel tenu par les Jésuites. En 1341, le fief appartient désormais à Jean de Raineval. Son petit-fils, Raoul, porte à la fois le titre de Sire de Raineval et de Pierrefont ainsi que celui de Sire de Mouvaux et de Lambersart.

### Époque moderne
La seigneurie passe ensuite, par héritage, aux Ailly, puis à Jean Ruffault, bourgeois de Lille anobli, qui l'achètera en 1522. Ce dernier possède déjà les terres de Neuville et de Fretin. Depuis le Moyen Âge, la population de Mouvaux se consacre essentiellement aux travaux de la terre et du textile. L'arrière petite-fille de Jean de Ruffault offre la seigneurie en douaire à son époux, le chevalier Robert du Chastel de la Howarderie. En 1669, la seigneurie échoit par mariage à Philippe de Berlaymont. Il reste dans la famille des Winaud, comtes de Berlaymont, jusqu'à la Révolution.
Les Mouvallois ont été successivement sujets des comtes de Flandre, des ducs de Bourgogne, puis de Charles Quint. Celui-ci ordonnera des persécutions contre la population qu'il jugeait trop favorable aux Protestants. À la tête d'un trop vaste empire, il confie la gouvernance de la région aux Archiducs d'Autriche, Albert et Isabelle. Ces derniers visitent Mouvaux et octroient aux tisserands de la ville des droits concernant la vente de leurs étoffes. Mais cette faveur sera de courte durée. Sujets des rois d'Espagne, puis du roi de France, Louis XIV venant de conquérir la Flandre, les tisserands mouvallois se plaignent auprès de ce dernier de la mévente menaçant la production des 280 métiers à tisser répartis sur la commune, jusqu'à ce que des édits de libre fabrication soient promulgués et ne les libèrent de la tutelle de leur corporation lilloise.
En 1793, après le départ du seigneur de la commune, Charles de Winaud, l'abbé Brizy, curé de Mouvaux, prête serment, sans difficulté, à la Constitution civile du clergé, promulguée par la Constituante. Il devient Officier public et est remplacé, la même année, par le premier maire, Jean-Baptiste Lepers.
Dans la guerre qui oppose la France à l'Autriche, Mouvaux est en partie le théâtre de la bataille de Tourcoing qui s'engage le 18 mai 1794. Des corps d'armées ennemis mis en déroute à Linselles sont rejetés sur Mouvaux. Au lieu-dit « Chemin des Bonnets », la bataille y est particulièrement sanglante. Battues, les troupes ennemies sont contraintes de se retirer, pratiquant la politique de la terre brûlée : le soir du 18 mai, Mouvaux flambe dans la nuit. Quelques rares maisons échappent à l'incendie. On les appellera les « rescapées ». On peut encore voir l'une d'elles au 75 de la rue de Lille.

### Époque contemporaine
Le front de la guerre franco-allemande de 1870 est loin et la vie des mouvallois ne s'en ressent pas. La région est en pleine révolution industrielle et la commune confrontée à l'accroissement de la population s'emploie à faire face à son développement.
Le 25 juillet 1902, dans le cadre de l'affrontement entre la Troisième République et l'Église, qui devait aboutir à la Loi de séparation des Églises et de l'État en 1905, la gendarmerie à cheval charge ceux qui manifestent contre l'expulsion des congrégations. La loi de 1905 amène la dispersion des Jésuites qui détenaient la Maison Notre-Dame (devenue de nos jours le centre spirituel de Hautmont).
Le 16 mai 1914, encore, 70 gendarmes enfoncent les portes de la Maison Notre-Dame. L'État s'approprie le bâtiment  qui est ensuite occupé par les Allemands qui en font un hôpital durant la Première Guerre mondiale
La vie quotidienne des habitants est un véritable cauchemar entre 1914 et 1918 : logement de l'occupant, pénuries en tout genre, réquisitions, interdictions de travail obligatoire, accueil des réfugiés. Mais surtout 218 de ses soldats mourront au champ d'honneur. La victoire n'effacera pas tout à fait ces humiliations.
Durant la Seconde Guerre mondiale (1939-1945), Mouvaux sera un territoire de transit pour les armées. Seuls les officiers allemands occuperont durablement les belles propriétés. Dans la clandestinité, des engagés volontaires de la commune agiront dans le cadre d'un réseau de résistance, avec le soutien favorable des habitants. Antoine Masurel, un des trois compagnons de la Libération que compte le Nord était mouvallois. Néanmoins, comme bon nombre de communes en France, Mouvaux paiera un lourd tribut de cette grande guerre, bombardements, fusillés, etc.
Un concours d'architecture est lancé dès 1945. L'accent est mis sur le confort et sur la recherche de matériaux nouveaux. Les projets sont montrés la même année dans une exposition durant laquelle les visiteurs sont consultés. En 1946 est entreprise la construction d'une « cité expérimentale », rue du Congo à Mouvaux. Celle-ci comprend vingt-neuf maisons, de quinze modèles différents, disposant chacun du chauffage et d'une salle de bain. Le public est invité à les visiter et à remplir un questionnaire. Des dizaines de milliers de personnes, dit-on, viendront, dont Maxence van der Meersch, en voisin . Le militant de la JOC, qui a inspiré Maxence van der Meersch pour le héros de son livre Pêcheurs d'hommes sorti en 1940, est l'un des premiers occupants de la cité du Congo. Son faire-part mortuaire fera mention du nom du héros du livre.
De 1945 à 2008, Mouvaux aura 4 maires successifs. Après la Seconde Guerre mondiale, le conseil municipal en place depuis 1935 cesse ses fonctions le dimanche 3 septembre 1944. Le 5 novembre 1944, le comité de résistance installe en Mairie une délégation municipale approuvée par le Préfet le 10 janvier 1945. Arsène Debruyne en est nommé Président. Il y siègera jusqu'aux élections du 10 mai 1945 et sera élu maire de la commune le 19 mai jusqu'en 1947 où il sera remplacé par Georges Courcol. Ce dernier tiendra la place de 1er magistrat jusqu'en 1971. Il recevra sur le territoire communal en février 1949 le général de Gaulle auprès duquel il avait combattu dans les Forces Françaises Libres. Jean Richmond lui succédera de 1971 à 1996 et sera remplacé par son premier adjoint Patrick Balaÿ (élections en 2001) jusqu'en 2008. Depuis mars 2008, Éric Durand préside à la destinée de la commune.

## Politique et administration

### Administration municipale
La commune appartient au canton de Tourcoing-Sud. Mouvaux appartient à la 9e circonscription.
Le Conseil municipal est composé de 33 membres. 29 sont membres de l'Équipe majoritaire «Mouvaux a de l'avenir». L'opposition compte 4 membres du groupe « Mouvaux avec Vous ».
La commune compte aussi un Conseil Municipal des Jeunes, composé de 12 membres.

### Tendances politiques et résultats
La droite a toujours été en tête du premier tour lors des 4 dernières élections. Lors des élections municipales de 2020, Éric Durand (LR) est réélu avec 71,94 % des votes exprimés, suivi de Guy Hallé (Divers droite) qui récolte 28,05 %.

### Liste des maires
| Période                                  | Période      | Identité             | Étiquette             | Qualité |
| ---------------------------------------- | ------------ | -------------------- | --------------------- | --- |
| Les données manquantes sont à compléter. |              |                      |                       | |
| 1802                                     | 1803         | P. J. Delacourt      |                       | |
| Les données manquantes sont à compléter. |              |                      |                       | |
| ca. 1881                                 |              | M. Varasse-Bourgeois |                       | |
| Les données manquantes sont à compléter. |              |                      |                       | |
| 1919                                     | 1923         | Désiré Duhem         |                       | |
| 1924                                     | 1940         | Charles Surmont      | RG                    | Électricien Député du Nord (9e circ. de Lille) (1928 → 1932)                                                                          |
| 1940                                     | 1944         | Albert Boudewyn      |                       | |
| janvier 1945                             | octobre 1947 | Arsène Debruyne      |                       | |
| octobre 1947                             | mars 1971    | Georges Courcol      | RPF puis UNR puis UDR | Officier d'active retraité, ancien FFL Suppléant du député René Lecocq (1958 → 1967)                                                  |
| mars 1971                                | juin 1996    | Jean Richmond        | RPR                   | Chef d'entreprise Conseiller général de Tourcoing-Sud (1988 → 2001) Démissionnaire                                                    |
| juin 1996                                | mars 2008    | Patrick Balaÿ        | RPR puis UMP          | Cadre de l'industrie textile, maire honoraire Premier adjoint au maire (1995 → 1996)                                                  |
| mars 2008                                | En cours     | Éric Durand          | UMP-LR                | Fonctionnaire Conseiller régional des Hauts-de-France (2015 → ) Président du Centre de gestion du Nord Réélu pour le mandat 2020-2026 |

### Environnement
La ville de Mouvaux possède son Agenda 21 local depuis novembre 2010, rédigé en partie par la Commission Extra Municipale de l'Environnement et du Développement Durable. Mouvaux la durable est une réalité depuis 2008. Tous les nouveaux aménagements sont pensés en termes de HQE (Haute qualité environnementale) et de BBC (Bâtiments basse consommation) (logements, équipements publics, espaces publics). Cette démarche intègre d'ailleurs tous les projets structurants en éco-quartier, que ce soit les aménagements du cœur de ville ou d'autres projets d'urbanisme d'importance comme sur le site des anciens Carbonisages du quartier des Francs.
Les aires de stationnement ont ce souci paysager en matière de développement durable. Mouvaux est une ville verte et cherche à le rester. Les 700 places de stationnement du futur cœur de ville sont abordées non plus en termes de simples « parkings » mais en aires de stationnement paysagères : les axes piétons-cyclistes y sont privilégiés, les matériaux mêlent le minéral (granit) au végétal (pas de verdure, murs végétalisés, arbres et parterres de fleurs). Cette identité environnementale forte se retrouve dans le cœur de ville avec près de 10 000 m2 d'espaces verts qui s'ouvrent d'un côté sur le parc du Hautmont (8 hectares en centre-ville) et de l'autre côté sur le Grand Boulevard, axe structurant paysager de la métropole lilloise.
En vue de la rédaction de l'agenda 2030 qui doit remplacer l'agenda 21 devenu obsolète, la ville a opéré une concertation auprès de ses concitoyens dans un premier temps pour faire des propositions en suivant 4 piliers (Mobilité, Oasis, Usages, Vivre Ensemble), et dans un second temps pour les inviter à choisir parmi ces propositions qui seront le fondement de ce nouvel agenda environnemental à l'échelle communale.

### Jumelages

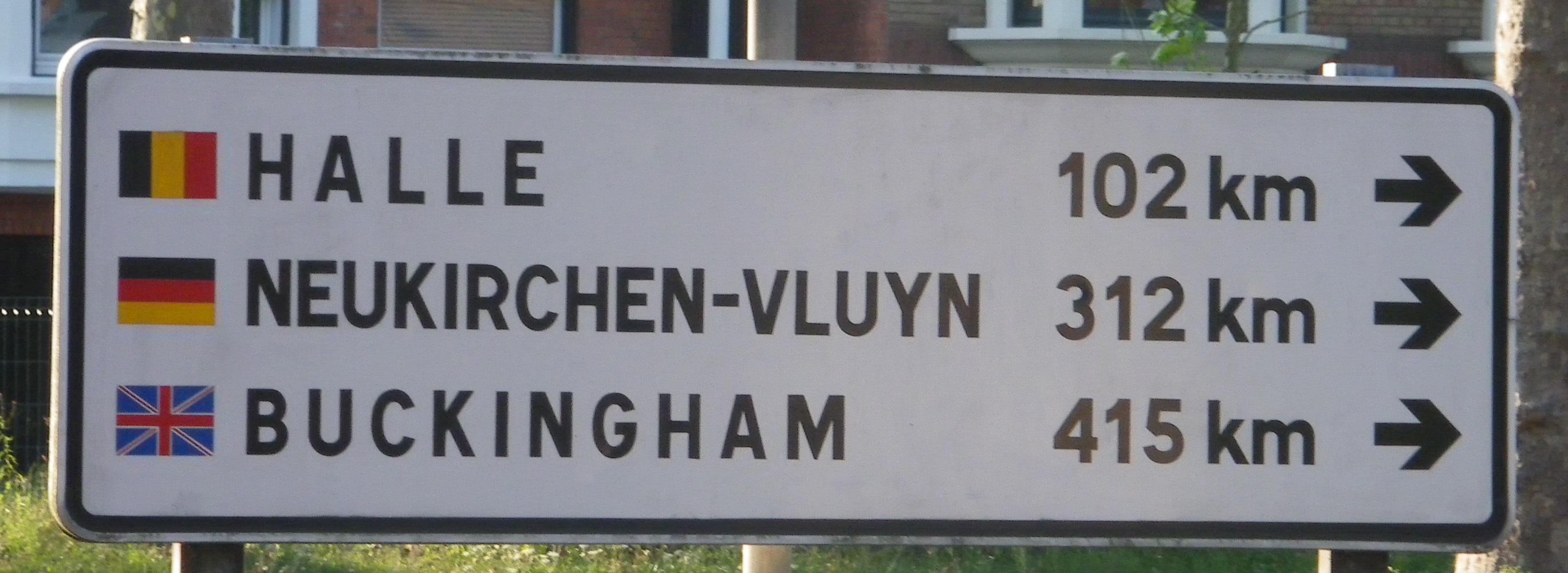
Les trois jumelages de Mouvaux.

- Hal (Belgique) depuis 1948. Ce jumelage représente l'un des premiers en France.
- Neukirchen-Vluyn (Allemagne) depuis 1991
- Buckingham (Angleterre) depuis 2002

## Équipements et services publics

### Politique et administration
L'hôtel de ville, situé au 42 boulevard Carnot, est le symbole de ce trait d'union entre passé et avenir, également imputable à la vie active mouvalloise : longtemps installés dans une ancienne maison de maître, acquise en 1938, la mairie et ses services ont, depuis 1996, intégré de nouveaux locaux, situés le long du Grand Boulevard dans le souci d'une meilleure fonctionnalité et avec le souhait d'offrir aux Mouvallois un accueil de qualité.
Bénéficiant d'un site privilégié, dans un parc arboré, le nouveau bâtiment, résolument contemporain, a su allier les exigences d'une modernisation des locaux devenue nécessaire au respect des lieux et de l'architecture traditionnelle, en intégrant, de façon originale, l'ancienne construction.
Le même souci a conduit l'aménagement des espaces intérieurs, permettant d'associer aux services municipaux la présence du Centre communal d'action sociale (C.C.A.S.) et de l'école municipale de musique (370 élèves). Il est à noter que la mairie de Mouvaux est le seul hôtel de ville situé le long du grand Boulevard.

### Petite enfance
La ville de Mouvaux développe des actions et services en direction des enfants et des jeunes de 0 à 18 ans. Elle s'est dotée de plusieurs structures au fil des années et a ainsi considérablement élargi l'offre en matière d'accueil de jeunes enfants.

#### Les différents établissements d'accueil
- Les différents établissements d'accueil collectifs municipaux Les locaux du Centre Petite enfance Noëlle Dewavrin, implantés au 24 rue des Écoles et ouverts de 7h45 à 18h45, permettent d'accueillir 85 enfants répartis de la manière suivante :  Le multi accueil « Les Explorateurs » : 28 places chez les bébés de 12 semaines à environ 15 mois (2 palais des bébés dans l'aile droite du Centre Petite Enfance).  Le multi accueil « Les Aventuriers » :  57 places d'accueil pour les enfants de 12 mois à 3 ans (2 ports d'attache pour les Moyens et 2 ports d'attache pour les Grands dans l'aile gauche du Centre Petite Enfance).  L'accueil individuel  Le Relais Petite Enfance (RPE) est un service offert au public :  ‒ Pour les assistantes maternelles : lieu d'accueil, d'échanges, de ressources et d'écoute pour les assistantes maternelles. Il s'agit d'un espace de rencontre et d'accompagnement des pratiques professionnelles (formations, analyse de pratiques, réunions thématiques).  ‒ Pour les parents : lieu d'information, d'orientation, de conseils et d'accompagnement dans les démarches administratives et dans leur fonction de parent employeur.  ‒   Pour les enfants : lieu de découvertes et de rencontres avec d'autres enfants et adultes dans le cadre de matinées d'éveil.  60 assistantes maternelles en activité sont domiciliées à Mouvaux et accueillent les enfants à leur domicile suivant un contrat de travail signé avec les parents.  À partir de septembre 2023, l'administration du Relais Petite Enfance (RPE) et des Actions Parentalité seront regroupés au 7 rue Pierre Prévost et leurs activités seront proposées de manière itinérante sur les différents territoires de la ville.

### Enseignement
Six groupes scolaires sont implantés dans la ville (3 publics, 3 privés) et couvrent parfaitement le territoire.

#### Secteur public (près de 800 enfants)
- Groupe scolaire Lucie-Aubrac (maternelles et élémentaires) avenue Foch
- Ecole maternelle Saint-Exupéry - rue des Prieux
- Ecole élémentaire Saint-Exupéry - rue des Prieux
- Groupe scolaire Victor-Hugo (maternelles et élémentaires) rue Saint-Pierre

#### Secteur privé (près de 1000 enfants)
- Groupe scolaire Jeanne d'Arc (maternelles et élémentaires) rue de Londres
- Groupe scolaire Saint-François (maternelles et élémentaires) rue Pierre-Prévost
- Groupe scolaire Sacré-Cœur/Saint-Paul (maternelles et élémentaires) rue du Presbytère

Le collège Maxence Van der Meersch accueille les classes de 6e à la 3e. Situé rue Mirabeau, il accueille les jeunes de Mouvaux, Bondues et également Tourcoing. Sa rénovation, ainsi que celle des espaces publics alentour, doit débuter en 2023.

## Population et société

### Démographie

#### Évolution démographique
L'évolution du nombre d'habitants est connue à travers les recensements de la population effectués dans la commune depuis 1793. Pour les communes de plus de 10 000 habitants les recensements ont lieu chaque année à la suite d'une enquête par sondage auprès d'un échantillon d'adresses représentant 8 % de leurs logements, contrairement aux autres communes qui ont un recensement réel tous les cinq ans,.

En 2022, la commune comptait 13 239 habitants, en évolution de −0,65 % par rapport à 2016 (Nord : +0,51 %, France hors Mayotte : +2,11 %).
| 1793  | 1800  | 1806  | 1821  | 1831  | 1836  | 1841  | 1846  | 1851  |
| ----- | ----- | ----- | ----- | ----- | ----- | ----- | ----- | ----- |
| 1 480 | 1 361 | 1 374 | 1 710 | 1 919 | 1 954 | 2 045 | 2 149 | 2 233 |

| 1856  | 1861  | 1866  | 1872  | 1876  | 1881  | 1886  | 1891  | 1896  |
| ----- | ----- | ----- | ----- | ----- | ----- | ----- | ----- | ----- |
| 2 289 | 2 583 | 2 926 | 2 979 | 3 369 | 3 678 | 3 954 | 4 903 | 5 786 |

| 1901  | 1906  | 1911  | 1921  | 1926  | 1931  | 1936   | 1946  | 1954   |
| ----- | ----- | ----- | ----- | ----- | ----- | ------ | ----- | ------ |
| 6 660 | 7 506 | 8 146 | 8 392 | 8 639 | 9 488 | 10 068 | 8 964 | 10 757 |

| 1962   | 1968   | 1975   | 1982   | 1990   | 1999   | 2006   | 2011   | 2016   |
| ------ | ------ | ------ | ------ | ------ | ------ | ------ | ------ | ------ |
| 11 140 | 11 247 | 10 724 | 12 631 | 13 566 | 13 177 | 13 096 | 13 477 | 13 326 |

| 2021   | 2022   | - | - | - | - | - | - | - |
| ------ | ------ | - | - | - | - | - | - | - |
| 13 173 | 13 239 | - | - | - | - | - | - | - |

#### Pyramide des âges
La population de la commune est relativement jeune.
En 2018, le taux de personnes d'un âge inférieur à 30 ans s'élève à 34,2 %, soit en dessous de la moyenne départementale (39,5 %). À l'inverse, le taux de personnes d'âge supérieur à 60 ans est de 27,8 % la même année, alors qu'il est de 22,5 % au niveau départemental.
En 2018, la commune comptait 6 083 hommes pour 7 090 femmes, soit un taux de 53,82 % de femmes, largement supérieur au taux départemental (51,77 %).
Les pyramides des âges de la commune et du département s'établissent comme suit.
| Hommes | Classe d’âge | Femmes |
| ------ | ------------ | ------ |
| 0,8    | 90 ou +      | 1,7    |
| 7,7    | 75-89 ans    | 11,2   |
| 15,9   | 60-74 ans    | 18,0   |
| 19,5   | 45-59 ans    | 20,1   |
| 18,8   | 30-44 ans    | 17,6   |
| 15,7   | 15-29 ans    | 15,0   |
| 21,7   | 0-14 ans     | 16,4   |

| Hommes | Classe d’âge | Femmes |
| ------ | ------------ | ------ |
| 0,5    | 90 ou +      | 1,4    |
| 5,3    | 75-89 ans    | 8,1    |
| 14,8   | 60-74 ans    | 16,2   |
| 19,1   | 45-59 ans    | 18,4   |
| 19,5   | 30-44 ans    | 18,7   |
| 20,7   | 15-29 ans    | 19,1   |
| 20,2   | 0-14 ans     | 18     |

### Sports et loisirs
Mouvaux possède aussi de nombreux équipements dans le domaine du sport, auquel s'ajoute la construction de l'espace multisports en centre-ville.

#### Le complexe sportif Pierre-de-Coubertin – rue Mirabeau
Construction moderne datant de 1995, il regroupe plusieurs salles spécialisées :
- la salle Henssens consacrée à la gymnastique (praticable, fosse, agrès, tribunes), utilisée par deux clubs ;
- la salle Rougé, dojo partagé par trois clubs d'arts martiaux (aïkido/judo/karaté) ;
- la salle Flament, salle d'armes utilisée par le club d'escrime ;
- une salle de musculation.

Le complexe est également bordé d'un terrain multisports en libre accès (avec une piste de 200 mètres – 4 couloirs, une aire de lancés, une aire de saut en longueur, un terrain 20x40m avec 4 panneaux de basket et 2 buts) ; un espace tennistique Nathalie Tauziat avec 5 courts couverts et 3 courts en extérieur, un stade de football Patrick Balaÿ avec 2 terrains (herbe et synthétique), vestiaires, tribune couverte, un skate park et d'une salle de sports collectifs (volley-ball), la salle Valet.

#### La salle de sport Charles-de-Gaulle – place du général-de-Gaulle
Elle est prioritairement destinée à la pratique de sports collectifs de salle (basket-ball, futsal, handball…). Ces équipements sportifs sont aussi utilisés par les écoles

#### Salle Jean-Richmond
La salle Jean-Richmond accueille un club de futsal : Mouvaux Futsal.

### Culture

#### L'école municipale de musique Gérard-Roussel
Construite en même temps que la mairie (1996), elle possède de nombreuses salles de cours pour la pratique individuelle (instruments) et collective (solfège, orchestres…). Son activité d'enseignement prend des formes extrêmement diverses, de l'éveil à l'initiation, en passant par tous les degrés d'apprentissage, permettant, à travers de nombreux concerts et auditions, la pratique instrumentale et vocale.
Les instruments enseignés : clarinette, contrebasse à cordes, cor, cornet-trompette, flûte, hautbois, harpe, percussion, piano, saxophone, trombone, tuba, violon et violoncelle.
Les cours collectifs : le chant choral, L'orchestre Colombe (cordes, percussions), l'Harmonie Junior (bois, cuivres, percussions), les ensembles orchestraux : quatuor de saxophones, ensemble de clarinettes, duos multiples…
Elle possède aussi un auditorium de 200 places qui accueille les orchestres de l'école et des auditions publiques des classes instrumentales et vocales.
Notons aussi la présence de l'Orchestre d'harmonie de Mouvaux. Depuis 1866, cette association prend part à tous les grands événements festifs de la commune (fête de la musique, Sainte Cécile…). Sous la direction de Emmanuel Ghessens et la présidence de Quentin Barrois, ce sont plus de 70 musiciens qui se réunissent chaque jeudi soir.

#### La salle Pierre-Bercker
Située à l'orée de la ville, dans le quartier des Francs, au sein d'un parc arboré, cette salle polyvalente et modulable est utilisée à la fois pour les cérémonies et spectacles, mais aussi par les associations culturelles pour la pratique de leurs activités. Sa capacité est de 400 places assises.

#### L'étoile - Scène de Mouvaux
Ce complexe culturel, inauguré en 2017, est la scène municipale de la ville. On y trouve une grande salle de spectacle, un petit théâtre de poche, un espace ludique pour les adolescents, l'Espace Jeunes, et une salle d'arts plastiques. La salle de spectacle est utilisée pour toutes sortes de spectacles, aussi bien les pièces de théâtre que les concerts. La scène accueille aussi durant les vacances le centre aéré, qui utilise la salle d'arts plastiques.

### Ainés

#### La résidence autonomie Le Vallon Vert
Situé à l'entrée du Parc du Hautmont, la résidence autonomie du Vallon Vert offre aux personnes âgées un logement assurant une indépendance de vie équivalente à celle de tout domicile personnel, complétée par un personnel d'encadrement qualifié et la proximité de services collectifs susceptibles de fournir les prestations nécessaires aux besoins particuliers des locataires : restaurant, activités d'ordre culturel ou manuel. Il est constitué de 65 appartements de 35 m2 et de 10 villas de 65 m2 réservées aux couples.

#### La maison de retraite la Belle Époque
Située dans le centre-ville, rue des Écoles, elle accueille surtout les personnes âgées en perte d'autonomie (73 lits). Elle sera bientôt transférée dans le quartier Vauban-Escalette, dans un bâtiment neuf construit avec les normes en vigueur en matière de confort, d'accueil individuel et de sécurité, sur le site du stade Dendiével.

## Culture locale et patrimoine

### Lieux et monuments

#### Les églises mouvalloises
Il existe trois églises sur la commune de Mouvaux rassemblées aujourd'hui en une paroisse.
Saint-Germain, la plus ancienne, est située au centre de la commune, Saint-François dans le quartier des Francs, et la dernière, le Sacré-Cœur, a donné son nom au quartier.

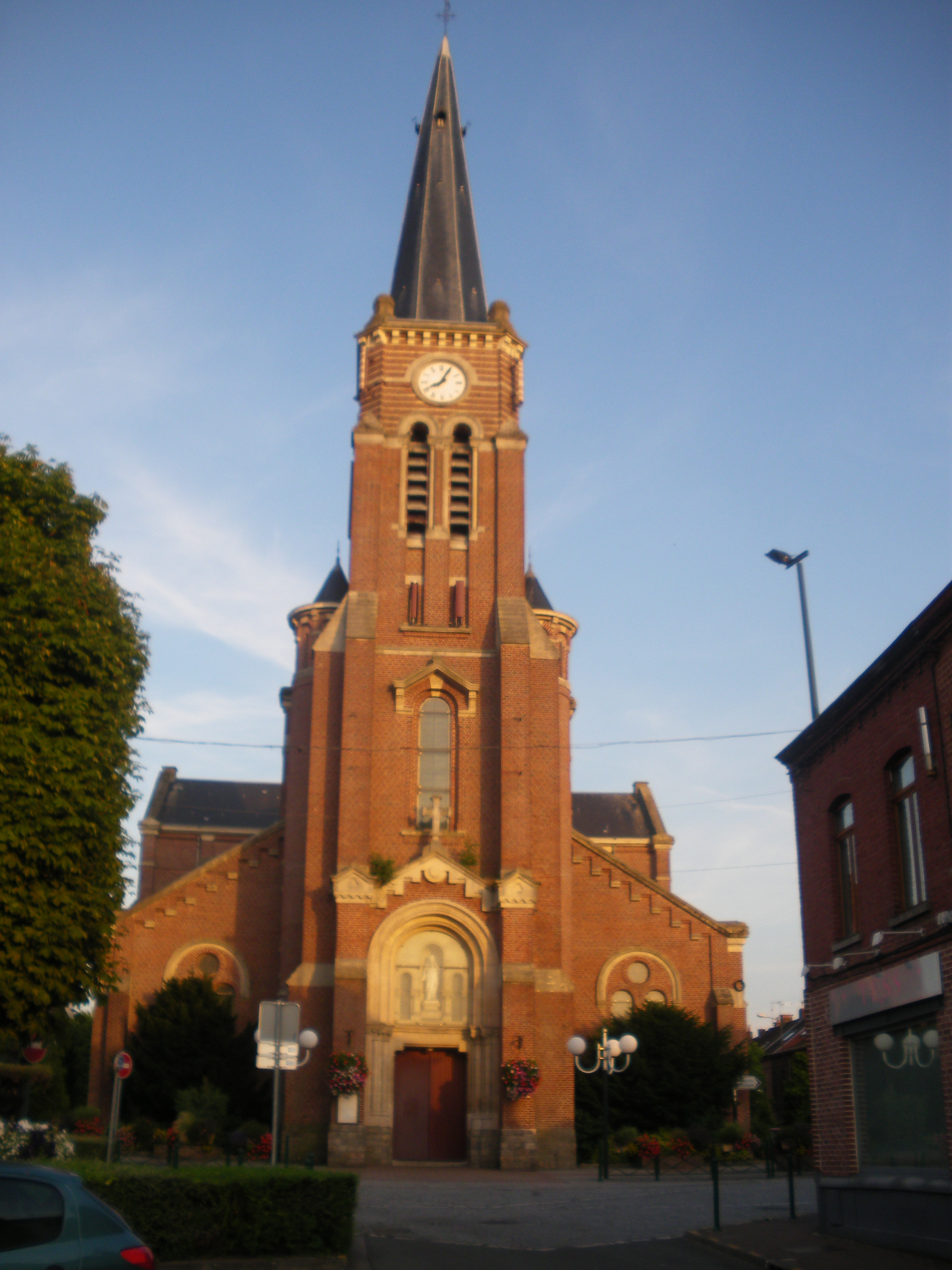
L'église Saint-Germain.

##### Saint-Germain
Sur le cadastre de 1766, nous trouvons trace, à l'emplacement de l'église actuelle, de l'église du village entourée de son cimetière. Selon de rares documents, il y avait un « autel » à Mouvaux en 1190.
En 1242, la paroisse de Mouvaux figure sur la liste des douze décanats que fait établir Walter de Margis, évêque de Tournai.
Détruite par les Autrichiens en 1792, l'église est reconstruite dans une orientation différente de celle d'aujourd'hui. Mais en 1875, Saint-Germain est dans un tel état de délabrement que le Conseil municipal vote sa reconstruction. La première pierre de l'église Saint-Germain est bénie le 26 octobre 1879. Œuvre de l'architecte tourquennois Louis Croin, l'église de style néo-roman fut partiellement achevée en 1881. L'ensemble ne fut finalement consacré que le 26 mars 1894 tandis que la municipalité offre l'horloge installée en haut de la tour.
Par ses matériaux, Saint-Germain est caractéristique de l'architecture flamande. L'animation des murs se fait grâce à l'agencement des briques et le jeu des pierres, que l'on retrouve au-dessus des contreforts mais aussi sous la forme de claveaux au niveau des fenêtres hautes, en cordon mouluré et en corniche le long de la toiture. Les pierres blanches sont aussi très présentes sur la tour de façade. Cette dernière est coiffée d'une flèche recouverte d'ardoises.
Le riche mobilier contemporain de la construction est en partie issu des ateliers Colesson (maître-autel, buffet d'orgue). Les stalles, inaugurées en 1914, sont quant à elles l'œuvre du menuisier Coutterie. Les vitraux du chœur, datés de 1884, sont de Jean-Baptiste Roussel, peintre-verrier à Beauvais.

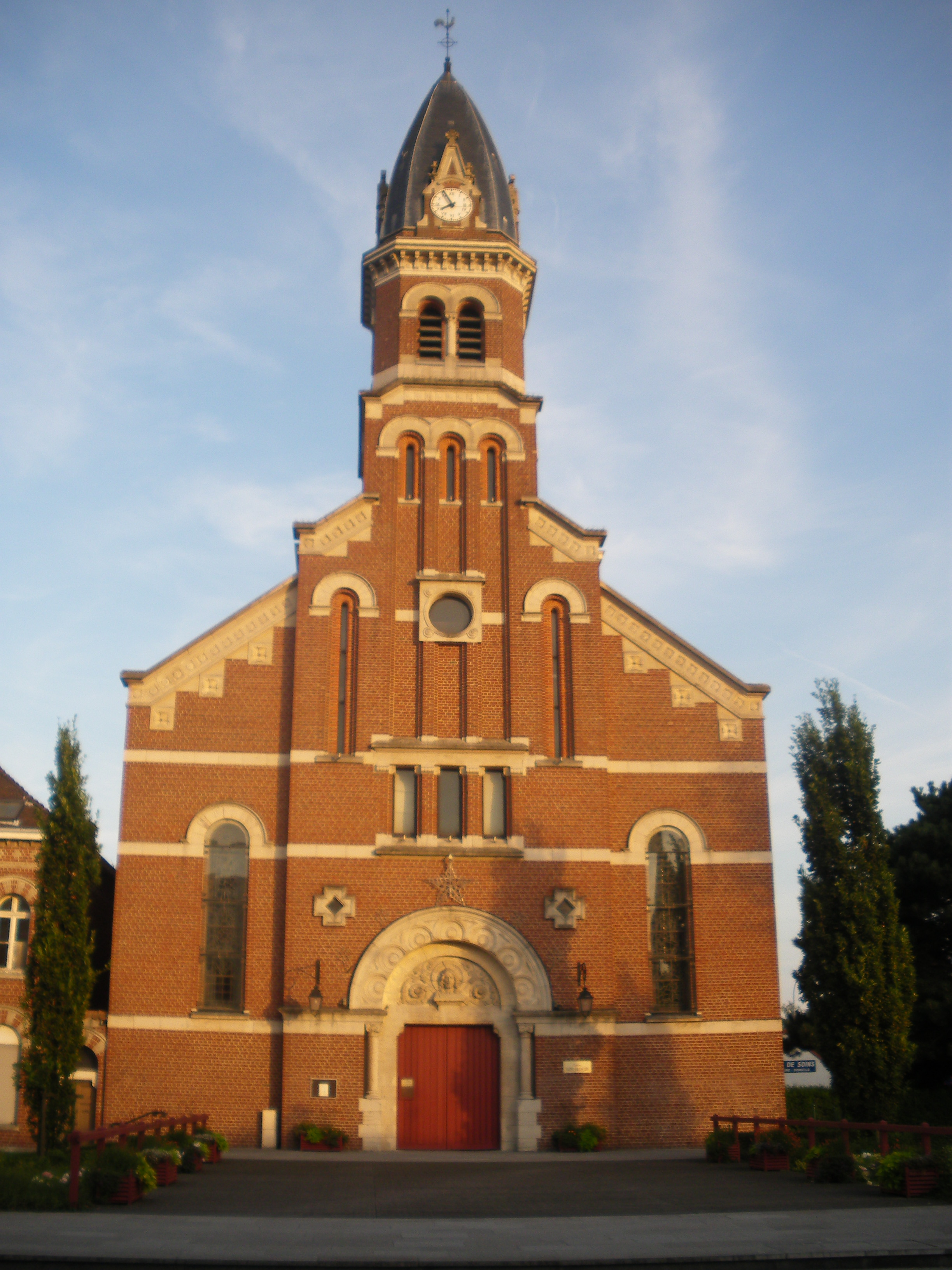
L'église Saint-François.

##### Saint-François
En 1893, François Masurel (fils de François Masurel Pollet), industriel textile de la région, finança la construction d'une église dans le quartier des Francs, sur un terrain lui appartenant. Le 3 octobre 1895, l'église fut consacrée du nom de son mécène, décédé en 1894. Ses matériaux de construction (briques et pierres blanches) sont typiques de l'architecture régionale mais son style néo-byzantin tranche avec le style néogothique plus commun à cette époque pour les constructions religieuses.

Le Sacré-Cœur.

##### Le Sacré-Cœur
Sa construction commence en 1906. L'église est consacrée en 1909. Vers 1962-1963, l'église est complètement modifiée pour laisser place à un édifice moderne. Cette nouvelle église sera bénie le 3 mai 1964.

#### La chapelle des malades

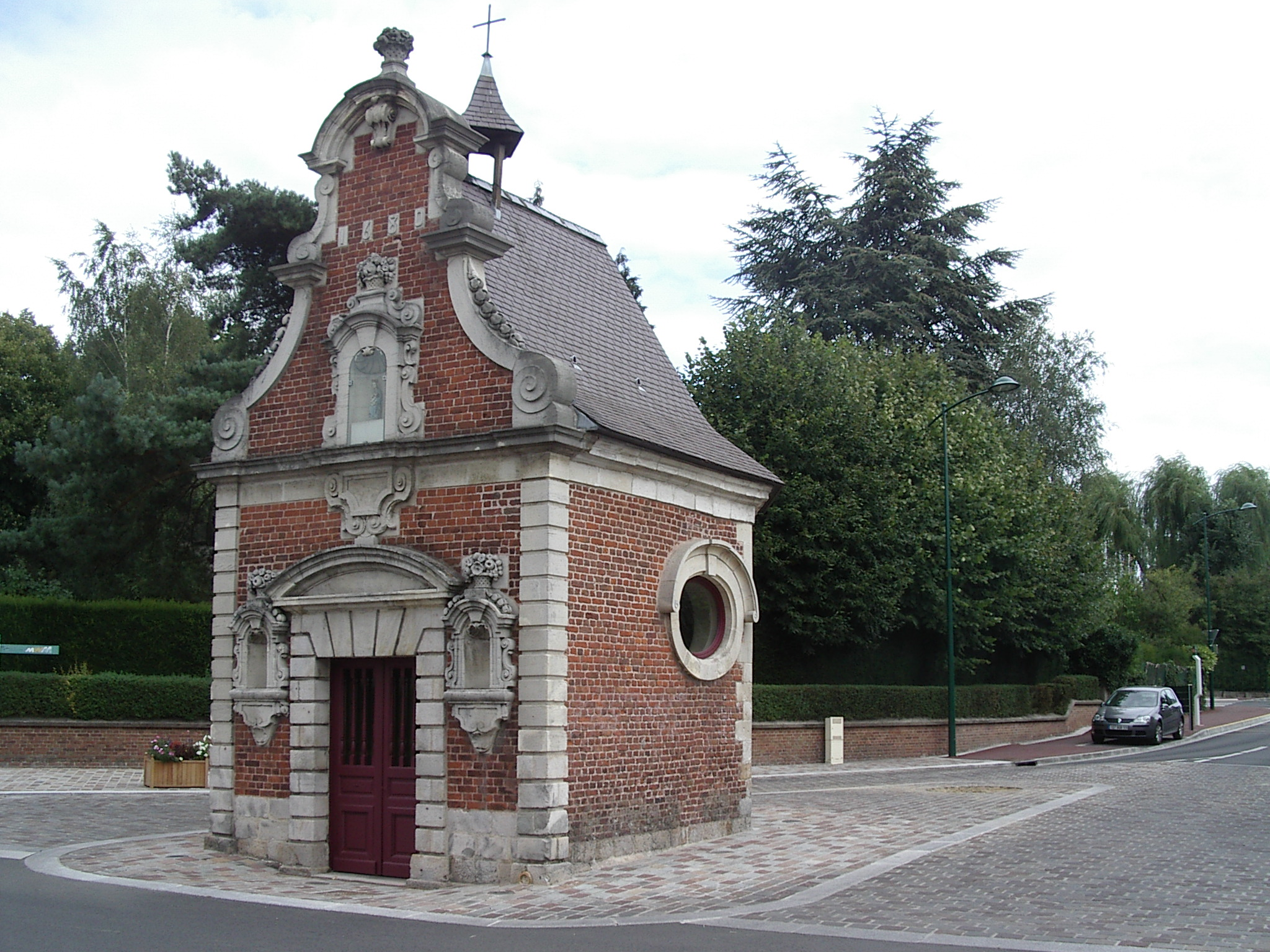
Chapelle Notre-Dame des Malades.

Au XVIIe siècle, les habitants de Mouvaux n'ont pas d'église. Sous le règne de Louis XIV, des chapelles sont construites dans tout le royaume, dont une à Mouvaux sur l'ancienne route reliant Lille et Tourcoing, appelée chapelle Notre-Dame-de-Mal, dite « Notre-Dame-des-Malades ». Elle est située sur la route de Mouvaux à Marcq-en-Barœul, à l'intersection de la rue d'Isly. La paroisse Saint-Germain de Mouvaux s'y rend en procession soit à la Fête-Dieu, soit au 15 août et aux Rogations.
Si la date inscrite au fronton n'apprenait qu'elle fut construite en 1680, on ne croirait vraiment pas que cette chapelle date de plus de trois siècles. Elle fut restaurée en 1895, par la famille Joire-Watine, en reconnaissance d'une grâce obtenue.
Il semblerait qu'elle fut construite par la prospère confrérie Notre-Dame de Hal, fondée à Mouvaux en 1640. On possède encore des registres très anciens d'une confrérie placée sous ce vocable et qui était très active avant sa suppression pendant la Révolution. Son but était de maintenir la paix entre ses membres et d'organiser tous les ans un pèlerinage à Hal, près de Bruxelles pour remercier la Madone des bienfaits reçus et implorer sa protection pour l'année à venir.
Durant la Révolution, la chapelle Notre-Dame des Malades est profanée et devient un corps de garde. Elle est ensuite rendue au culte. La messe y est même célébrée certains jours.
Elle présente un certain intérêt architectural puisqu'elle a toutes les caractéristiques du style Louis XIII et du style flamand tempéré par le style français de l'époque. Devenue par la suite bien d'Église, elle devient propriété de la ville de Mouvaux après la loi de séparation des Églises et de l'État. Elle a retrouvé une nouvelle vierge de Hal en septembre 1998. C'est à cette période que Monsieur Guet, architecte en chef des monuments historiques, a rédigé le rapport concluant à son classement. C'est l'une des chapelles les plus caractéristiques de l'architecture régionale du XVIIe siècle.
Reproduite et décrite à différentes époques, elle se caractérise par son toit en ardoises, ses niches à coquilles, chargées de fleurs et de fruits. Elle est constituée de pierre de taille et de briques rouges. Elle est dominée par un clocheton au sommet de sa charpente.
La façade de la chapelle est caractéristique de l'architecture baroque régionale du XVIIe siècle, avec ses niches à coquilles ornées de fleurs et de cornes d'abondance, son fronton aux ailerons. Elle est une merveille du style « jésuite » en honneur au déclin du style Renaissance et plus spécialement à la fin du XVIe siècle.
Le fronton qui surmonte la façade est en forme de triangle brisé, dont les côtés sont des arcs infléchis et le faîte un arc surbaissé. Ce sont aussi des arcs surbaissés qui couronnent la porte en fer forgé et les deux niches qui l'entourent, ainsi que celle du fronton.
La toiture est munie d'un petit clocheton et deux œils-de-bœuf ovales, placés de chaque côté, y amènent la lumière.
Cette chapelle a été entièrement restaurée en 1994 et consolidée dans sa charpente par la pose de ferrures et de barres d'acier, afin d'éviter l'écartement de ses murs et l'effondrement de sa toiture en ardoises.

#### Le Grand Boulevard
Il relie Lille à Tourcoing en traversant la commune de Mouvaux. En 1885, Alfred Mongy établit un projet de boulevard destiné à relier les trois villes : Lille, Roubaix et Tourcoing. Il prévoit que ce boulevard soit longé par des voies de tramways.
Les travaux commencent en 1904. Le 4 décembre 1909 sont inaugurés simultanément le Grand Boulevard et les lignes de tramways.
Avant la percée du Grand Boulevard, Mouvaux était à la fois une vaste étendue de champs, et un passage pour les Roubaisiens et les Tourquennois qui se rendaient à Lille. Ce nouveau boulevard facilita les échanges entre les trois villes en les rendant plus accessibles aux habitants. Au cours du XXe siècle, demeures remarquables et hôtels particuliers d'illustres architectes (Charles Bourgeois, Maillard, Botinck…) seront construits tout du long de celui-ci en front de rue ou légèrement en retrait : la partie mouvalloise du « Grand Boulevard » est de fait reconnue comme l'une des plus riches concernant l'architecture civile privée.

#### Le château d'eau

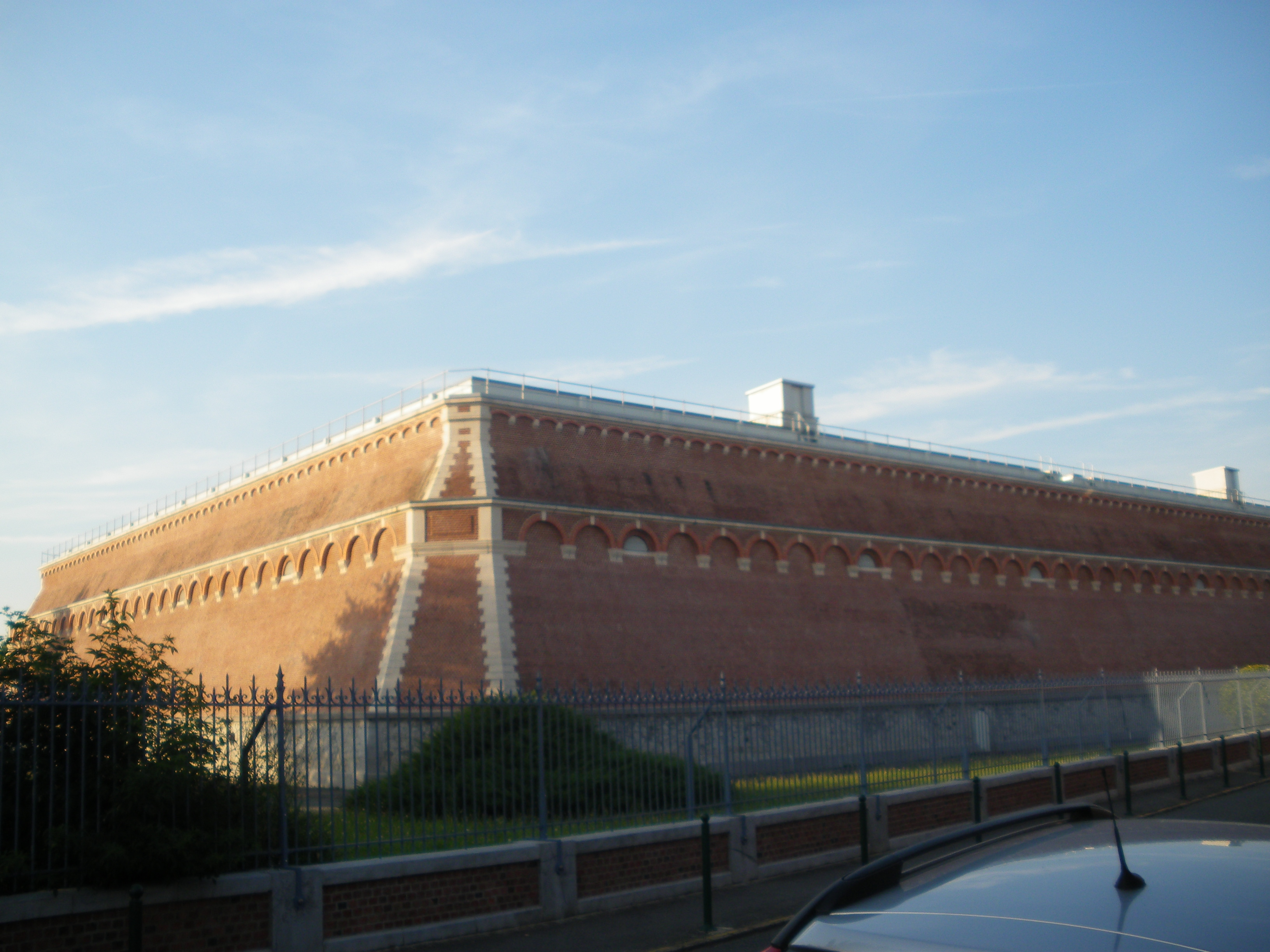
Le château d'eau.

Construit au Mont des Bonnets, rue Vauban, ce château d'eau a été réalisé par Auguste Binet, en 1897. Ses dimensions et sa forme impressionnantes font de ce réservoir le plus important de l'agglomération lilloise. À l'époque, il ne desservait pas toute la commune, mais uniquement la rue Pasteur. Il alimentait principalement les villes de Roubaix et Tourcoing en eau potable.
Pendant la Seconde Guerre mondiale, il pouvait servir d'abri pour les habitants du quartier et les écoliers de Saint-Paul. Aujourd'hui, il a été restauré par la Société des Eaux du Nord.
Témoin de l'histoire du développement fulgurant des industries et de la population au XIXe siècle, il montre l'investissement des hommes pour l'hygiène et la santé publique, et demeure une prouesse architecturale qui participe à la qualité de l'environnement urbain.

#### Le parc du Hautmont

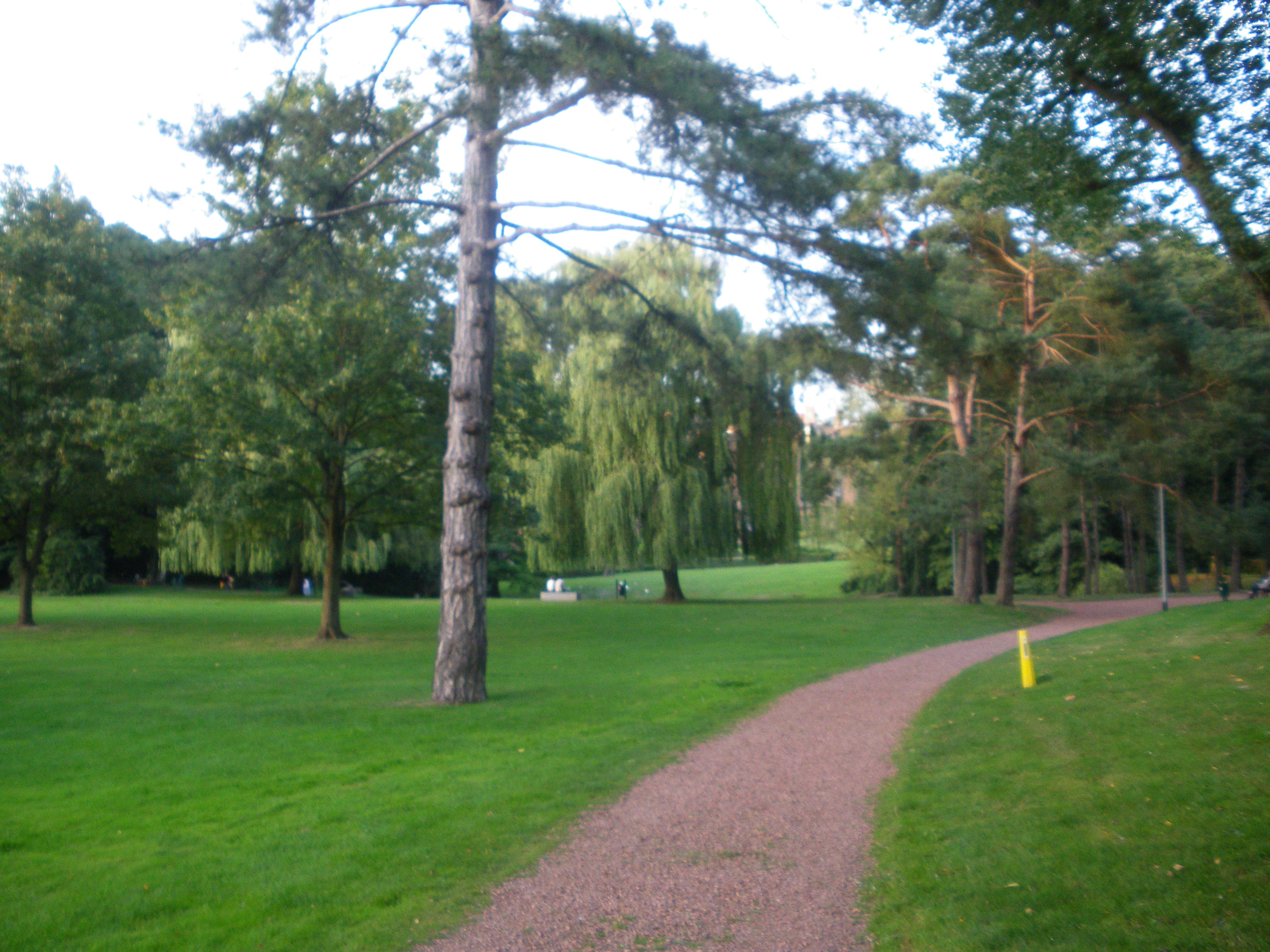
Le parc du Hautmont.

L'entrée du parc rue Franklin-Roosevelt est soulignée par une grille, celle du « château et du parc Masurel » appelé aujourd'hui parc du Hautmont. En 1881, Jules Masurel-Wattinne y fit construire son château de style éclectique, où quatre générations de la famille Masurel se succédèrent jusqu'en 1976. Édifié au sommet d'un promontoire, il dominait une propriété de 40 hectares, dont 20 hectares de parc harmonieusement boisé et égayé de pièces d'eau. De la propriété ne subsistent aujourd'hui que l'élégante et imposante grille d'entrée, la maison du concierge, les écuries et les fermes.
C'est le paysagiste anglais Russel Page qui dessina le jardin. Le mur d'enceinte a disparu mais les arbres centenaires (marronniers, tilleuls, etc) témoignent toujours de l'âge vénérable des lieux, plus d'un siècle et demi ! 25 arbres du parc ont d'ailleurs été décrétés « arbres remarquables ».
Aujourd'hui, des immeubles résidentiels se dressent à l'emplacement du château, et de nombreuses demeures occupent l'ancienne propriété. Environ 8 hectares de parc ont été cédés gratuitement à la ville de Mouvaux, à charge de l'entretien, don des Masurel qui ont souhaité offrir ce poumon vert aux Mouvallois… Le réaménagement du parc, financé par la Ville, mais aussi le Département via le FDAN et l'Europe via le FEDER, est terminé. Il visait à préserver autant l'aspect écologique que l'aspect promenade du parc avec des zones de biodiversité pour les animaux et les insectes. Le but est aussi de relier à terme le parc avec l'Arc Nord (de la Beuvrecque à Marcq-en-Barœul jusqu'aux Weppes).

#### Le centre spirituel du Hautmont
En 1888, Philibert Vrau et Camille Vrau Feron, jésuites, décident, avec une vingtaine de retraitants, de construire une « maison de retraites » à Mouvaux sur un terrain de 8 hectares, en retrait de la route de Mouvaux à Bondues. Le bâtiment élevé en 1889 est achevé en moins de 15 mois sous la responsabilité de M. A. Bouvy, architecte. C'est la plus ancienne « maison de retraites » du Nord.
Notre-Dame du Hautmont a été bâtie sur un site très vallonné et boisé. Cette construction couvre environ 1 300 m2, avec 58 mètres de façades et trois étages de chambres. Elle correspondait au goût de l'époque : style gothique flamand avec toit dentelé, clochetons et ogives surbaissées. Elle comportait des salles spacieuses, de larges couloirs, et pas moins de quarante chambres de retraitants. Le but était de réaliser un ensemble d'aspect agréable, sobre, sans pour autant tomber dans la sévérité du cloître et du couvent.
La maison de retraites, qui a traversé les deux guerres mondiales sans changer de destination fondamentale, a toutefois connu des difficultés : la fermeture du bâtiment exigée par les socialistes et les francs-maçons en 1892, la loi des associations de 1901 qui fixait la dispersion des congrégations religieuses donc des Jésuites, l'expulsion des religieux et la fermeture en 1914 par appropriation de l'État, l'occupation du bâtiment en 1914-1918 par les Allemands qui en ont fait leur hôpital… Le Hautmont fut racheté à l'État par la société « les immeubles du Nord » en 1923. C'est aujourd'hui un Centre spirituel ainsi qu'un Centre de réflexion et d'accueil très ouvert.

### Personnalités liées à la commune
- Charles Surmont, 1893-1965) né et mort à Mouvaux, maire de Mouvaux, député, est un homme politique français.
- Maxence Van der Meersch (1907-1951), écrivain, Prix Goncourt 1936.
- André Lips (1921-1972), accordéoniste, vainqueur de la Coupe Léopold III de Belgique, champion de France et troisième de la coupe du monde d'accordéon en 1938.
- Léon Claude Duhamel (1935), inventeur du K-way.

### Héraldique
|  | Les armes de Mouvaux se blasonnent ainsi : « D'or fretté d'azur. » |

Le blason de Mouvaux est celui de la première famille féodale, les seigneurs Le Neveu. C'est un écu d'or fretté d'azur.

## Pour approfondir